# آرکیدیا (ترانه لانا دل ری)
«آرکیدیا» (انگلیسی: Arcadia) ترانه‌ای از خواننده-ترانه‌سرای آمریکایی لانا دل ری است. این ترانه در ۸ سپتامبر ۲۰۲۱ توسط اینترسکوپ و پالیدور رکوردز به عنوان دومین تک‌آهنگ از هفتمین آلبوم استودیویی دل ری با عنوان بلو بنسترز (۲۰۲۱) منتشر شد. این ترانه را دل ری و درو اریکسون با هم نوشته و تهیه کرده‌اند. «آرکیدیا» در جایگاه ۴۰ جدول ترانه‌های داغ راک و آلترناتیو ایالات متحده قرار گرفت.